# Cosmarium pseudoornatum
Cosmarium pseudoornatum là một loài Song tinh tảo trong họ Desmidiaceae, thuộc chi Cosmarium.